# 中国人民解放军宁夏军区
中国人民解放军宁夏军区，是中国人民解放军现属中央军事委员会国防动员部的一个省级军区，管辖范围为宁夏回族自治区。

## 历任主官

### 司令员
- 陈二曦（2005年5月－2010年9月）
- 田民洲（2010年9月－2011年5月）
- 昌业廷（2011年5月－2016年7月）[1]
- 郑威波（2017年－2020年）[2]
- 赵建宏（2020年－）[3]
- 車永哲

### 副司令員
- 李凯国
- 牛化东
- 杨宏礼
- 赵炳伦
- 吴勇 (解放军少将)
- 哈森·伊布拉音
- 曹又參

### 政治委员
- 董道圣
- 王志宏（2010年8月－2014年7月）[4]
- 潘武俊（2014年7月－2021年6月）[5]
- 郭建军（2021年6月－）